# Émile Mpenza
Émile Lokonda Mpenza (ur. 4 czerwca 1978 w Brukseli) –  były belgijski piłkarz występujący na pozycji napastnika. Wcześniejsze kluby tego gracza to m.in. Neftçi PFK, Standard Liège, Schalke 04 Gelsenkirchen, Hamburger SV, Ar-Rajjan, Manchester City, FC Sion.
W reprezentacji swojego kraju Mpenza rozegrał dotychczas 57 meczów i strzelił 19 goli. Brał udział w Mistrzostwach Świata 1998, a także w Euro 2000, gdzie został najmłodszym strzelcem bramki – miał wtedy 21 lat.
Rodzina piłkarza pochodzi z Demokratycznej Republiki Konga. Émile jest bratem Mbo Mpenzy, również piłkarza, który zakończył już karierę.